# Guin
Guin is een plaats (city) in de Amerikaanse staat Alabama, en valt bestuurlijk gezien onder Marion County.

## Demografie
Bij de volkstelling in 2000 werd het aantal inwoners vastgesteld op 2389.
In 2006 is het aantal inwoners door het United States Census Bureau geschat op 2242, een daling van 147 (-6,2%).

## Geografie
Volgens het United States Census Bureau beslaat de plaats een oppervlakte van
32,3 km², geheel bestaande uit land. Guin ligt op ongeveer 137 m boven zeeniveau.

## Plaatsen in de nabije omgeving
De onderstaande figuur toont de plaatsen in een straal van 24 km rond Guin.